# Cronologia (album)
Cronologia è un album raccolta del cantante italiano Marco Masini, uscito nel 2015 per celebrare i venticinque anni di carriera dell'artista ed arrivato in ottava posizione in classifica.
Si suddivide in tre dischi, contenenti brani del repertorio del cantautore e cinque brani inediti, tra cui Che giorno è, sesto classificato alla sessantacinquesima edizione del Festival di Sanremo.

## Tracce

### Disco 1
1. Che giorno è (M. Masini - F. Camba - D. Coro)
2. Non è vero che l'amore cambia il mondo (M. Masini - A. Iammarino)
3. Noi 2 (M. Masini - A. Iammarino - C. Chiodo)
4. Io non ci perdonerò (M. Masini - A. Iammarino)
5. L'amore è stato qui (M. Masini - A. Iammarino)
6. Sarà per te
7. Io ti volevo
8. Niente d'importante
9. Lontano dai tuoi angeli
10. Beato te
11. L'Italia
12. Come si fa..? (feat Umberto Tozzi)
13. Tutto quello che ho di te
14. Il giardino delle api

### Disco 2
1. Nel mondo dei sogni (feat. Jessica Morlacchi)
2. E ti amo
3. L'uomo volante
4. Benvenuta
5. Shaman King
6. Cosa rimane (a Marco)
7. Lasciaminonmilasciare
8. Il bellissimo mestiere
9. 10 anni
10. Raccontami di te
11. Fino a tutta la vita che c'è
12. Scimmie
13. L'amore sia con te
14. Principessa

### Disco 3
1. Bella stronza
2. Un piccolo Chopin
3. T'innamorerai
4. Vaffanculo
5. Malinconoia
6. Ti vorrei
7. Cenerentola innamorata
8. Perché lo fai
9. Le ragazze serie
10. Ci vorrebbe il mare
11. Caro babbo
12. Dentro di te fuori dal mondo
13. Disperato
14. Bugie

## Formazione
- Marco Masini – voce, tastiera, pianoforte
- Cesare Chiodo – chitarra acustica, basso, chitarra elettrica
- Massimiliano Agati – batteria, percussioni
- Simone Papi – tastiera, pianoforte
- Alessandro Magnalasche – chitarra elettrica
- Antonio Iammarino – tastiera, pianoforte
- Riccardo Galardini – chitarra acustica
- Claudio Del Signore – batteria

## Edizione speciale
Nel novembre 2015 l'album è stato pubblicato in edizione speciale dal settimanale Tv Sorrisi e Canzoni, con l'aggiunta di due brani (Basta restare in silenzio e Si può dare di più) e con una tracklist leggermente differente.

## Classifiche

### Classifiche settimanali
| Classifica (2015) | Posizione massima |
| ----------------- | ----------------- |
| Italia            | 8                 |

### Classifiche di fine anno
| Classifica (2015) | Posizione |
| ----------------- | --------- |
| Italia            | 63        |